# Stéphane Ferret
Stéphane Ferret (né à Paris en 1960) est un philosophe et écrivain français.

## Biographie
Il effectue des études supérieures à l'Université Paris-Sorbonne, à l'Université Panthéon-Sorbonne et au Trinity College. Puis, il prolonge par un doctorat de philosophie sous la direction de Jacques Bouveresse.
Il travaille ensuite dans le conseil et devient le directeur d'un cabinet de conseil en entreprises. Pour autant,il est l'auteur de différents essais et ouvrages remarqués.
Ses publications sur l’identité et le changement (1988, 1993, 1996, 2006) prennent appui sur les philosophes classiques (Aristote, Locke) et sur les philosophes analytiques anglo-saxons contemporains (David Wiggins). Il recourt à des expériences de pensée qui concernent aussi bien les objets fabriqués comme les bateaux que les personnes. Son ouvrage Les Humains, paru chez Flammarion en 1998 et réédité en 2000 est en fait un roman, à l'intrigue métaphysique, une œuvre drôle tout en étant assez inquiétante. Le livre publié au Seuil en 2006, La Leçon de choses, est une initiation à la philosophie, comme le précise un sous-titre, où chaque chapitre  conduit à une réflexion métaphysique fondamentale à propos, par exemple, de l'identité, de la liberté ou de la mort.

### Ethique de l’environnement
Il fait la distinction entre le point de vue qui met l’homme sur un piédestal et le point de vue qui refuse d’accorder à l’être humain un statut à part dans la nature (2011). Le premier point de vue, dit « métaphysique H », est défendu par Descartes, Kant et, plus globalement, par le christianisme. Le second, dit « métaphysique non-H », est défendu par Spinoza et par Darwin,,,,,.

## Publications

### Livres
- Le philosophe et son scalpel : le problème de l'identité personnelle, Paris, Éditions de Minuit, coll. « Propositions », 1993, 113 p. (ISBN 2-7073-1441-2 et 9782707314413, OCLC 300428255, présentation en ligne)[15]
- Le bateau de Thésée : le problème de l'identité à travers le temps, Paris, Éditions de Minuit, coll. « Paradoxe », 1996, 151 p. (ISBN 2-7073-1543-5 et 9782707315434, OCLC 408879547, présentation en ligne)
- L'identité, Paris, Flammarion, coll. « Corpus », 2011 (1re éd. 1998), 239 p. (ISBN 978-2-08-126540-0 et 2081265400, OCLC 773027471, présentation en ligne)
- Les humains (roman), Paris, Flammarion, 2000, 350 p. (ISBN 2-08-212541-6 et 9782082125413, OCLC 43755560, présentation en ligne)[16]
- La leçon de choses : une initiation à la philosophie, Paris, Éditions du Seuil, 2006, 229 p. (ISBN 2-02-085164-4 et 9782020851640, OCLC 420911884, présentation en ligne)[17],[18],[19]
  - (it) La lezione delle cose Un’iniziazione alla filosofia, Milan, Ponte alle Grazie (it), 2007, 155 p. (ISBN 978-88-7928-904-7)
  - (pt) Aprender com as Coisas uma iniciçao à filosofia, Lisbonne, Éditions ASA (pt), 2007 (ISBN 978-972-41-5056-7)
  - (es) Lecciones De Cosas : Una iniciación a la filosofía, Madrid, Editorial Gredos, 2009, 176 p. (ISBN 978-84-249-3586-3)
- Deepwater Horizon : éthique de la nature et philosophie de la crise écologique, Paris, Éditions du Seuil, coll. « L’Ordre philosophique », 2011, 324 p. (ISBN 978-2-02-103866-8 et 2021038661, OCLC 708402991, présentation en ligne)[20],[21]
- Kong (roman), Paris, Plon, 2016, 253 p. (ISBN 978-2-259-24130-4 et 2259241301, OCLC 957664667, lire en ligne)

### Articles
(liste non exhaustive)
- « De nulle part en particulier », Critique, Éditions de Minuit, no 485,‎ octobre 1987.
- « Le concept d'identité », Le cahier du College international de Philosophie, Presses universitaires de France, no 6,‎ octobre 1988 (présentation en ligne)
- « Du pareil au même (identité et changement) », Philosophie, Éditions de Minuit, no 20,‎ 1988.
- « Mon voisin a sa conscience pour lui », Libération,‎ 4 mars 1995 (lire en ligne).
- « Écologie H et écologie non-H », dans Aurélie Javelle, Les relations homme-nature dans la transition agroécologique, Paris, L'Harmattan, 2016 (ISBN 9782343099255).